# 가토 사와오
가토 사와오(일본어: 加藤 澤男, 1946년 10월 11일 ~ )는 일본의 남자 체조 선수이다. 1968년·1972년·1976년 세 차례 올림픽 대회에 참가, 금8개, 은3개, 동1개 등 총 12개나 되는 메달을 획득하였다. 일본 선수로는 올림픽에서 가장 많은 메달을 딴 선수이며, 남자 체조 선수 중에서도 올림픽에서 가장 많은 금메달을 딴 선수이다.

## 인물
니가타현 출신이며, 도쿄 교육대학(현재의 쓰쿠바 대학)을 졸업하였다. 대학 재학 중에 1968년 멕시코시티 올림픽에 처음 참가하여 당시 국제 체조를 지배하던 일본 팀의 멤버로서 출전하였다. 개인 종합 우승은 물로, 가토가 최고의 상연 선수로서 일본 팀은 단체 종목을 쉽게 우승하였다. 추가로 그는 마루 운동을 우승하고, 링 종목에서 3위를 하였다.
4년 후, 뮌헨 올림픽에서 단체 종목 우승을 되풀이하였다. 단체 타이틀을 쉽게 유지한 일본 팀의 지배력을 나타낸 2명의 동료 선수들에 의하여 수행되었으며, 또 하나의 금메달(평행봉)과 2개의 은메달(안마와 철봉)을 추가하였다.
1976년 몬트리올 올림픽에 3년째 출전한 가토는 개인 종합 3연승을 시도하였지마, 소련의 니콜라이 안드리아노프에게 패하고 말았다. 단체에서는 일본 팀이 소련 팀을 10분의 4분 차이로 꺾고 올림픽 5연승을 차지하였다. 평행봉 2연승을 끝으로 은퇴하였다.
2001년에는 국제 체조 명예의 전당에 헌액되었고 2004년 아테네 올림픽에서는 남자 단체전에서 미국의 브레트 매클루어가 상연하던 철봉 운동에 관례와 함께 총심사로서 의견을 달리하면서 논쟁에 관련되었다. 매클루어가 어렵게 상연하여 서툴게 하는 원인이 되고 말아 미국 팀이 2위에 그치고 말았다. 오늘날 쓰쿠바 대학의 교수로 있다.

## 같이 보기
- 올림픽 다관왕 목록